# Rodzina indeksowana
Rodzina indeksowana, układ indeksowany lub po prostu układ – zestaw elementów oznaczonych indeksami; uogólnienie pojęcia ciągu na funkcje określone na dowolnych, nawet nieprzeliczalnych, zbiorach indeksów. Bardziej formalnie, rodzina indeksowana to funkcja odzworowująca dziedzinę {\displaystyle I} (zbiór indeksów) w obraz {\displaystyle X} (zbiór indeksowany).
Przykłady:
- Układ liczb rzeczywistych indeksowany liczbami całkowitymi to zbiór liczb rzeczywistych, gdzie każda liczba całkowita jest powiązana z jedną liczbą rzeczywistą.
- Rodzina prostych (będących zbiorami) indeksowana liczbami naturalnymi to zbiór prostych, gdzie każda liczba naturalna ma przypisaną do niej prostą.

## Definicja
Układem lub rodziną elementów zbioru {\displaystyle X} indeksowaną przez (o indeksach/wskaźnikach ze zbioru) {\displaystyle I} nazywa się funkcję {\displaystyle x\colon I\to X} oznaczaną symbolami {\displaystyle \{x_{i}\}_{i\in I},} bądź {\displaystyle \{x_{i}\};} obrazy {\displaystyle x(i)} oznacza się zwyczajowo {\displaystyle x_{i}}.
Dowolny zbiór {\displaystyle X} można w naturalny sposób przekształcić w rodzinę {\displaystyle (x)_{x\in X}} indeksowaną elementami tego zbioru. W szczególności: gdy {\displaystyle X=\{x_{i}\}_{i=1}^{n},} to można wyróżnić związany z tym zbiorem układ elementów {\displaystyle (x_{i})_{i=x_{1}}^{x_{n}}}.
Elementy zbioru {\displaystyle X} same mogą być zbiorami, wówczas mówi się o rodzinach zbiorów indeksowanych przez {\displaystyle I.} Wtedy funkcja {\displaystyle x\colon I\to {\mathcal {P}}(X)} odwzorowuje zbiór indeksów w zbiór potęgowy pewnego zbioru {\displaystyle X.}
Rodzinę/układ {\displaystyle (y_{j})_{j\in J}} nazywa się podrodziną/podukładem rodziny/układu {\displaystyle (x_{i})_{i\in I},} gdy {\displaystyle J\subseteq I} oraz {\displaystyle y_{j}=x_{j}} dla każdego {\displaystyle j\in J}.

## Przykłady
Niech {\displaystyle [n]} oznacza zbiór skończony {\displaystyle \{1,2,\dots ,n\}} ({\displaystyle n} oznacza dodatnią liczbę całkowitą). Wówczas:
- para uporządkowana to układ/rodzina indeksowana o wskaźnikach ze zbioru dwuelementowego {\displaystyle [2]=\{1,2\},}
- n-tka to rodzina indeksowana przez {\displaystyle [n],}
- ciąg nieskończony to układ/rodzina indeksowana liczbami naturalnymi,
- macierz typu {\displaystyle n\times m} to rodzina indeksowana iloczynem kartezjańskim {\displaystyle [n]\times [m],}
- sieć to rodzina zbiorów indeksowana przez zbiór skierowany.

## Rodzina a zbiór
Funkcje „na” (surjektywne) i rodziny indeksowane są formalnie równoważne – każda funkcja {\displaystyle f\colon I\to X} zadaje rodzinę {\displaystyle {\big (}f(i){\big )}_{i\in I}.} Ponadto rodzina indeksowana zawiera element dokładnie raz wtedy i tylko wtedy, gdy odpowiadająca jej funkcja jest różnowartościowa (iniektywna).
Ponieważ przynależność elementu do rodziny indeksowanej jest równoważna przynależności elementu do obrazu odpowiadającej jej funkcji, to w praktyce rodzinę indeksowaną niejednokrotnie traktuje się nie jako funkcję, lecz jako zbiór {\displaystyle X:={\big \{}f(i)\colon i\in I{\big \}},} czyli obraz {\displaystyle f,} w którym elementy {\displaystyle f(i)=f(j)} dla {\displaystyle i\neq j} utożsamiane są z elementami zbioru {\displaystyle X.} Gleichgewicht obrazuje to następująco: gdy układ jest ciągiem, to podukład jest podciągiem; a gdy jest zbiorem, podukład jest podzbiorem.
Podejście takie może jednak prowadzić do niejasności: utożsamienie rodziny indeksowanej zbiorów z jej obrazem powoduje, że oddzielne koncepcyjnie od siebie pojęcia rodziny zbiorów (będącej synonimem „zbioru zbiorów”) i rodziny indeksowanej zbiorów są tożsame; w ten sposób zostaje utracona informacja o wielokrotnym występowaniu zbiorów, czy strukturze {\displaystyle I.}
Notacja wskaźnikowa
Jeżeli tylko stosowana notacja wskaźnikowa, indeksowane obiekty tworzą rodzinę. Niech dane będzie zdanie:
Wektory {\displaystyle \mathbf {v} _{1},\dots ,\mathbf {v} _{n}} są liniowo niezależne.
Tutaj {\displaystyle (\mathbf {v} _{i})_{i\in \{1,\dots ,n\}}} oznacza rodzinę wektorów. Wskazanie na {\displaystyle i}-ty wektor {\displaystyle \mathbf {v} _{i}} ma sens wyłącznie w odniesieniu do tej rodziny, ponieważ zbiory są nieuporządkowane i nie istnieje {\displaystyle i}-ty wektor zbioru. Co więcej liniowa niezależność definiowana jest wyłącznie jako własność zbioru; istotne jest więc, czy wektory są liniowo niezależne jako zbiór, czy jako rodzina.
Dla {\displaystyle n=2} oraz {\displaystyle \mathbf {v} _{1}=\mathbf {v} _{2}:=[1,0]} zbiór złożony z wyłącznie jednego elementu jest liniowo niezależny, jednak rodzina zawierająca ten sam element dwukrotnie jest liniowo zależna.
Macierze
Jeżeli tekst zawiera następujące stwierdzenie:
Macierz kwadratowa {\displaystyle A} jest odwracalna wtedy i tylko wtedy, gdy wiersze {\displaystyle A} są liniowo niezależne;
to podobnie jak wyżej istotne jest, że wiersze {\displaystyle A} są liniowo niezależne jako rodzina, a nie jako zbiór. Jeśli dana jest macierz
{\displaystyle A={\begin{bmatrix}1&1\\1&1\end{bmatrix}},}
to zbiór jej wierszy składa się tylko z jednego elementu {\displaystyle [1,1],} co oznacza, że jest on liniowo niezależny – mimo wszystko macierz nie jest odwracalna; z kolei rodzina wierszy zawiera dwa elementy, które są liniowo zależne. Tak więc zdanie jest prawdziwe, gdy odnosi się do rodziny wierszy i fałszywe, gdy odnosi się do zbioru wierszy.

## Działania
Ze zbiorów indeksowanych korzysta się często do zapisu sumowania i innych, podobnych działań. Przykładowo, jeżeli {\displaystyle (a_{i})_{i\in I}} jest rodziną liczb, to sumę wszystkich tych liczb oznacza się symbolem
{\displaystyle \sum _{i\in I}a_{i}.}
Sumę rodziny zbiorów {\displaystyle (A_{i})_{i\in I}} oznacza się analogicznie:
{\displaystyle \bigcup _{i\in I}A_{i}.}
Podobnie ma się rzecz z przekrojami i iloczynami kartezjańskimi.

## Uogólnienia
Analogiczny pomysł z teorii kategorii nazywa się diagramem: diagram to funktor uogólniający rodzinę indeksowaną obiektów kategorii {\displaystyle \mathbf {C} ,} indeksowany przez inną kategorię {\displaystyle \mathbf {J} .}

## Literatura
- Japońskie Towarzystwo Matematyczne, Encyclopedic Dictionary of Mathematics, wyd. II, 2 tomy, Kiyosi Itô (red.), MIT Press, Cambridge, MA, 1993; cytowane jako EDM (tom).